# Liste der Mitglieder der Hamburgischen Bürgerschaft (21. Wahlperiode)
Diese Liste nennt die Mitglieder der Hamburgischen Bürgerschaft während der 21. Wahlperiode, resultierend aus den Ergebnissen der Bürgerschaftswahl in Hamburg 2015.
Wie schon bei der Bürgerschaftswahl in Hamburg 2011 wurde nach einem neuen Wahlrecht gewählt.
Die Bürgerschaft setzte sich zu Beginn der Legislaturperiode wie folgt zusammen:
| Fraktion              | Sitze       | Sitze           | Sitze    |
| Fraktion              | Landesliste | Wahlkreislisten | zusammen |
| --------------------- | ----------- | --------------- | -------- |
| SPD                   | 23          | 35              | 58       |
| CDU                   | 02          | 18              | 20       |
| Die Linke             | 06          | 04              | 10       |
| FDP                   | 08          | 01              | 09       |
| Bündnis 90/Die Grünen | 01          | 13              | 14       |
| AfD                   | 08          | –               | 08       |
| fraktionslos          | 02          | –               | 02       |
| gesamt                | 50          | 71              | 121      |

## Ruhende Mandate
Die Verfassung der Freien und Hansestadt Hamburg bestimmt, dass Mitglieder des Senats kein Bürgerschaftsmandat ausüben dürfen. Das Mandat ruht während dieser Amtszeit und wird von der nächstberufenen Person auf dem Wahlvorschlag ausgeübt. Endet das Ruhen eines Mandats, dann tritt die Person auf dem Wahlvorschlag zurück, die als letzte berufen wurde.

## Abgeordnete
In der Spalte L ist der Landeslistenplatz aufgeführt und in der Spalte W der Wahlkreislistenplatz.
| Bild                                  | Name                                  | Lebens- daten | Fraktion     | Wahlkreis                                    | Gewählt über         | L  | W  | Anmerkung |
| ------------------------------------- | ------------------------------------- | ------------- | ------------ | -------------------------------------------- | -------------------- | -- | -- | --- |
| Kazim Abaci                           | Kazim Abaci                           | 1965          | SPD          | –                                            | Landesliste (Person) | 13 | –  | |
| Peri Arndt                            | Peri Arndt                            | 1965          | SPD          | 15 Bergedorf                                 | Wahlkreis            |    | 2  | |
| Ewald Aukes                           | Ewald Aukes                           | 1951          | FDP          |                                              | Landesliste (Liste)  | 6  |    | nachgerückt am 26. Oktober 2017 für Wieland Schinnenburg |
| Ksenija Bekeris                       | Ksenija Bekeris                       | 1978          | SPD          | 9 Barmbek – Uhlenhorst – Dulsberg            | Wahlkreis            | –  | 1  | |
| Stefanie von Berg                     | Stefanie von Berg                     | 1964          | GRÜNE        | 6 Stellingen – Eimsbüttel-West               | Wahlkreis            | 13 | 1  | |
| Martin Bill                           | Martin Bill                           | 1982          | GRÜNE        | 8 Eppendorf – Winterhude                     | Wahlkreis            | 18 | 1  | |
| Hendrikje Blandow-Schlegel            | Hendrikje Blandow-Schlegel            | 1961          | SPD          |                                              | Landesliste (Person) | 40 |    | |
| Christiane Blömeke                    | Christiane Blömeke                    | 1960          | GRÜNE        | 13 Alstertal – Walddörfer                    | Wahlkreis            | 11 | 1  | |
| Sabine Boeddinghaus                   | Sabine Boeddinghaus                   | 1957          | LINKE        |                                              | Landesliste (Liste)  | 3  |    | |
| Ole Thorben Buschhüter                | Ole Thorben Buschhüter                | 1976          | SPD          | 14 Rahlstedt                                 | Wahlkreis            | –  |    | |
| Deniz Çelik                           | Deniz Çelik                           | 1978          | LINKE        | 9 Barmbek – Uhlenhorst – Dulsberg            | Wahlkreis            | 12 |    | |
| Matthias Czech                        | Matthias Czech                        | 1975          | SPD          | 17 Süderelbe                                 | Wahlkreis            |    |    | |
| Filiz Demirel                         | Filiz Demirel                         | 1964          | GRÜNE        | 4 Blankenese                                 | Wahlkreis            | 9  | 1  | |
| Gabriele Dobusch                      | Gabriele Dobusch                      | 1958          | SPD          | 3 Altona                                     | Wahlkreis            | –  |    | |
| Martin Dolzer                         | Martin Dolzer                         | 1966          | LINKE        |                                              | Landesliste (Person) | 8  |    | |
| Barbara Duden                         | Barbara Duden                         | 1951          | SPD          | 11 Wandsbek                                  | Wahlkreis            | –  |    | Vizepräsidentin der Bürgerschaft |
| Olaf Duge                             | Olaf Duge                             | 1952          | GRÜNE        | 11 Wandsbek                                  | Wahlkreis            | 12 | 1  | |
| Jennyfer Dutschke                     | Jennyfer Dutschke                     | 1986          | FDP          | 14 Rahlstedt                                 | Landesliste (Person) | 7  | 1  | Parlamentarische Geschäftsführerin |
| Kurt Duwe                             | Kurt Duwe                             | 1951          | FDP          | 16 Harburg                                   | Landesliste (Person) | 10 | 1  | Vizepräsident der Bürgerschaft |
| Detlef Ehlebracht                     | Detlef Ehlebracht                     | 1962          | AfD          |                                              | Landesliste (Liste)  | 5  |    | Vizepräsident der Bürgerschaft |
| Henriette von Enckevort               | Henriette von Enckevort               | 1980          | SPD          | 1 Hamburg-Mitte                              | Wahlkreis            |    | 2  | |
| Mareike Engels                        | Mareike Engels                        | 1988          | GRÜNE        | 3 Altona                                     | Landesliste (Liste)  | 5  | 2  | nachgerückt am 15. April 2015 für Till Steffen |
| Carola Ensslen                        | Carola Ensslen                        | 1961          | LINKE        |                                              |                      |    |    | nachgerückt am 1. November 2017 für Żaklin Nastić |
| David Erkalp                          | David Erkalp                          | 1974          | CDU          | 2 Billstedt – Wilhelmsburg – Finkenwerder    | Wahlkreis            |    |    | |
| Harald Feineis                        | Harald Feineis                        | 1951          | AfD          |                                              |                      |    |    | nachgerückt am 1. Januar 2018 für Joachim Körner |
| Ludwig Flocken                        | Ludwig Flocken                        | 1961          | fraktionslos |                                              | Landesliste (Person) | 15 |    | am 10. Februar 2016 aus der AfD-Fraktion ausgetreten, Parteiausschluss im Januar 2018 |
| Martina Friedrichs                    | Martina Friederichs                   | 1977          | SPD          | –                                            | Landesliste (Liste)  | 21 | –  | nachgerückt für einen Senator |
| Anna Gallina                          | Anna Gallina                          | 1983          | GRÜNE        | 7 Lokstedt – Niendorf – Schnelsen            | Wahlkreis            | 15 | 1  | |
| Stephan Gamm                          | Stephan Gamm                          | 1971          | CDU          | 9 Barmbek – Uhlenhorst – Dulsberg            | Wahlkreis            | –  |    | |
| Uwe Giffei                            | Uwe Giffei                            | 1972          | SPD          | 5 Rotherbaum – Harvestehude – Eimsbüttel-Ost | Wahlkreis            | –  |    | |
| Dennis Gladiator                      | Dennis Gladiator                      | 1981          | CDU          | 15 Bergedorf                                 | Wahlkreis            | –  |    | |
| René Gögge                            | René Gögge                            | 1985          | GRÜNE        | 9 Barmbek – Uhlenhorst – Dulsberg            | Wahlkreis            | 7  | 1  | nachgerückt am 15. April 2015 für Eva Gümbel |
| Murat Gözay                           | Murat Gözay                           | 1972          | GRÜNE        | 2 Billstedt – Wilhelmsburg – Finkenwerder    | Wahlkreis            | –  | 1  | |
| Nebahat Güçlü                         | Nebahat Güçlü                         | 1965          | fraktionslos |                                              | Landesliste (Person) | 25 | –  | als Mitglied der Grünen in die Bürgerschaft gewählt; nicht in die Fraktion aufgenommen, Parteiaustritt am 1. April 2015, August 2018 bis November 2023 SPD-Mitglied                                                              |
| Birte Gutzki-Heitmann                 | Birte Gutzki-Heitmann                 | 1977          | SPD          | 16 Harburg                                   | Wahlkreis            | –  |    | |
| Norbert Hackbusch                     | Norbert Hackbusch                     | 1955          | LINKE        | 3 Altona                                     | Wahlkreis            |    |    | |
| Jörg Hamann                           | Jörg Hamann                           | 1965          | CDU          | 1 Hamburg-Mitte                              | Wahlkreis            |    | 1  | |
| Philipp Heißner                       | Philipp Heißner                       | 1988          | CDU          | 6 Stellingen – Eimsbüttel-West               | Wahlkreis            | –  | 1  | |
| Astrid Hennies                        | Astrid Hennies                        | 1968          | SPD          | 14 Rahlstedt                                 | Wahlkreis            |    | 2  | |
| Dora Heyenn                           | Dora Heyenn                           | 1949          | SPD          | 14 Rahlstedt                                 | Landesliste (Liste)  | 1  |    | als Mitglied der Partei Die Linke in die Bürgerschaft gewählt; Fraktionsaustritt vor der konstituierenden Sitzung, Parteiaustritt am 27. November 2015, seit Juli 2017 Mitglied der SPD und seit 1. Januar 2018 der SPD-Fraktion |
| Danial Ilkhanipour                    | Danial Ilkhanipour                    | 1981          | SPD          |                                              | Landesliste (Person) | 57 |    | |
| Regina-Elisabeth Jäck                 | Regina-Elisabeth Jäck                 | 1956          | SPD          | 12 Bramfeld – Farmsen-Berne                  | Wahlkreis            | –  |    | |
| Jasmin Janzen                         | Jasmin Janzen                         | 1992          | SPD          | 17 Süderelbe                                 | Wahlkreis            |    | 17 | nachgerückt am 1. Mai 2017 für Brigitta Schulz |
| Carl-Edgar Jarchow                    | Carl-Edgar Jarchow                    | 1955          | FDP          | 3 Altona                                     | Landesliste (Person) | 16 | 2  | |
| Stephan Jerschi                       | Stephan Jersch                        | 1963          | LINKE        |                                              | Landesliste (Liste)  | 6  |    | |
| Hildegard Jürgens                     | Hildegard Jürgens                     | 1953          | SPD          | 2 Billstedt – Wilhelmsburg – Finkenwerder    | Wahlkreis            |    |    | |
| Annkathrin Kammeyer                   | Annkathrin Kammeyer                   | 1990          | SPD          | 2 Billstedt – Wilhelmsburg – Finkenwerder    | Landesliste (Person) | 46 | 7  | |
| Gert Kekstadt                         | Gert Kekstadt                         | 1963          | SPD          | 15 Bergedorf                                 | Wahlkreis            |    |    | nachgerückt für einen Senator |
| Annegret Kerp-Esche                   | Annegret Kerp-Esche                   | 1954          | SPD          | 8 Eppendorf – Winterhude                     | Wahlkreis            | –  |    | |
| Dirk Kienscherf                       | Dirk Kienscherf                       | 1965          | SPD          | –                                            | Landesliste (Liste)  |    | –  | |
| Thilo Kleibauer                       | Thilo Kleibauer                       | 1971          | CDU          | 13 Alstertal – Walddörfer                    | Wahlkreis            | 35 |    | |
| Martina Koeppen                       | Martina Koeppen                       | 1967          | SPD          | 6 Stellingen – Eimsbüttel-West               | Wahlkreis            | –  |    | |
| Thomas Kreuzmann                      | Thomas Kreuzmann                      | 1958          | CDU          | 12 Bramfeld – Farmsen-Berne                  | Wahlkreis            | –  |    | Schriftführer |
| Annegret Krischok                     | Annegret Krischok                     | 1955          | SPD          | 4 Blankenese                                 | Wahlkreis            | –  |    | |
| Jörn Kruse                            | Jörn Kruse                            | 1948          | fraktionslos |                                              | Landesliste (Liste)  | 1  |    | am 1. Oktober 2018 aus der AfD und am 1. November 2018 aus der AfD-Fraktion ausgetreten |
| Michael Kruse                         | Michael Kruse                         | 1983          | FDP          | 9 Barmbek – Uhlenhorst – Dulsberg            | Landesliste (Liste)  | 3  | 1  | Fraktionsvorsitzender |
| Gerhard Lein                          | Gerhard Lein                          | 1944          | SPD          | 15 Bergedorf                                 | Wahlkreis            | –  |    | |
| Joachim Lenders                       | Joachim Lenders                       | 1961          | CDU          |                                              | Landesliste (Person) | 11 |    | |
| Uwe Lohmann                           | Uwe Lohmann                           | 1959          | SPD          | 11 Wandsbek                                  | Wahlkreis            | –  |    | |
| Peter Lorkowski                       | Peter Lorkowski                       | 1942–2020     | AfD          |                                              |                      |    |    | nachgerückt am 24. Oktober 2017 für Bernd Baumann |
| Gulfam Malik                          | Gulfam Malik                          | 1957          | SPD          | 10 Fuhlsbüttel – Alsterdorf – Langenhorn     | Wahlkreis            | –  |    | |
| Dorothee Martin                       | Dorothee Martin                       | 1978          | SPD          | 10 Fuhlsbüttel – Alsterdorf – Langenhorn     | Wahlkreis            | –  |    | |
| Jens Meyer                            | Jens P. Meyer                         | 1971          | FDP          | 5 Rotherbaum – Harvestehude – Eimsbüttel-Ost | Landesliste (Liste)  | 5  | 1  | |
| Antje Möller                          | Antje Möller                          | 1957          | GRÜNE        |                                              | Landesliste (Liste)  | 3  | –  | Vizepräsidentin der Bürgerschaft |
| Doris Müller                          | Doris Müller                          | 1964          | SPD          | –                                            | Landesliste (Person) | 37 | –  | |
| Farid Müller                          | Farid Müller                          | 1962          | GRÜNE        | 1 Hamburg-Mitte                              | Wahlkreis            | 60 | 1  | |
| Arno Münster                          | Arno Münster                          | 1956          | SPD          | 3 Altona                                     | Wahlkreis            | –  |    | |
| Christel Nicolaysen                   | Christel Nicolaysen                   | 1969          | FDP          | 4 Blankenese                                 | Wahlkreis            |    | 3  | nachgerückt am 24. Oktober 2017 für Katja Suding |
| Ralf Niedmers                         | Ralf Niedmers                         | 1967          | CDU          | 11 Wandsbek                                  | Wahlkreis            | –  |    | |
| Dirk Nockemann                        | Dirk Nockemann                        | 1958          | AfD          |                                              | Landesliste (Liste)  | 3  |    | |
| Andrea Oelschlaeger                   | Andrea Oelschlaeger                   | 1965          | AfD          |                                              | Landesliste (Liste)  | 6  |    | |
| Daniel Oetzel                         | Daniel Oetzel                         | 1988          | FDP          | 4 Blankenese                                 | Landesliste (Person) | 9  | 2  | nachgerückt für Heiko Fuhrmann, der das Mandat nicht annahm |
| Christel Oldenburg                    | Christel Oldenburg                    | 1961          | SPD          |                                              | Landesliste (Liste)  | 10 |    | |
| Carsten Ovens                         | Carsten Ovens                         | 1981          | CDU          | 7 Lokstedt – Niendorf – Schnelsen            | Wahlkreis            | –  |    | |
| Cansu Özdemir                         | Cansu Özdemir                         | 1988          | LINKE        | 4 Blankenese                                 | Landesliste (Person) |    |    | |
| Milan Pein                            | Milan Pein                            | 1974          | SPD          |                                              | Landesliste (Liste)  | 9  |    | |
| Mathias Petersen                      | Mathias Petersen                      | 1955          | SPD          | –                                            | Landesliste (Person) | 8  | –  | |
| Wolfhard Ploog                        | Wolfhard Ploog                        | 1942          | CDU          | –                                            | Landesliste          | –  |    | nachgerückt am 17. Juli 2017 für Karin Prien |
| Lars Pochnicht                        | Lars Pochnicht                        | 1975          | SPD          | 12 Bramfeld – Farmsen-Berne                  | Wahlkreis            | –  |    | |
| Jan Quast                             | Jan Quast                             | 1966          | SPD          |                                              | Landesliste (Liste)  |    |    | nachgerückt für einen Senator |
| Franziska Rath                        | Franziska Rath                        | 1977          | CDU          | 3 Altona                                     | Wahlkreis            | –  |    | |
| Wolfgang Rose                         | Wolfgang Rose                         | 1947          | SPD          |                                              | Landesliste (Liste)  |    |    | nachgerückt für einen Senator |
| Jenspeter Rosenfeldt                  | Jenspeter Rosenfeldt                  | 1958          | SPD          | 8 Eppendorf – Winterhude                     | Wahlkreis            | –  |    | |
| Monika Schaal                         | Monika Schaal                         | 1945          | SPD          | 7 Lokstedt – Niendorf – Schnelsen            | Wahlkreis            | –  |    | |
| Marc Schemmel                         | Marc Schemmel                         | 1975          | SPD          | 7 Lokstedt – Niendorf – Schnelsen            | Wahlkreis            | –  | 4  | |
| Hansjörg Schmidt                      | Hansjörg Schmidt                      | 1974          | SPD          | 1 Hamburg-Mitte                              | Wahlkreis            |    | 1  | |
| Frank Schmitt                         | Frank Schmitt                         | 1968          | SPD          | 4 Blankenese                                 | Wahlkreis            | –  |    | |
| Christiane Schneider                  | Christiane Schneider                  | 1948          | LINKE        | 1 Hamburg-Mitte                              | Wahlkreis            |    | 1  | Vizepräsidentin der Bürgerschaft |
| Markus Schreiber                      | Markus Schreiber                      | 1960          | SPD          |                                              | Landesliste (Person) | 27 |    | |
| Sören Schumacher                      | Sören Schumacher                      | 1976          | SPD          | 16 Harburg                                   | Wahlkreis            | –  |    | |
| Jens-Peter Schwieger                  | Jens-Peter Schwieger                  | 1949          | SPD          | 12 Bramfeld – Farmsen-Berne                  | Wahlkreis            | –  |    | |
| Karl Schwinke                         | Karl Schwinke                         | 1950–2024     | SPD          |                                              | Landesliste (Liste)  | 4  |    | |
| Joachim Seeler                        | Joachim Seeler                        | 1964          | SPD          |                                              | Landesliste (Person) | 15 | –  | |
| Richard Seelmaecker                   | Richard Seelmaecker                   | 1973          | CDU          | 10 Fuhlsbüttel – Alsterdorf – Langenhorn     | Wahlkreis            | –  |    | |
| Ulrike Sparr                          | Ulrike Sparr                          | 1957          | GRÜNE        | 10 Fuhlsbüttel – Alsterdorf – Langenhorn     | Wahlkreis            | 33 | 2  | nachgerückt am 15. April 2015 für Katharina Fegebank |
| Olaf Steinbiß                         | Olaf Steinbiß                         | 1966          | SPD          |                                              | Landesliste (Liste)  |    |    | nachgerückt für einen Senator |
| Tim Stoberock                         | Tim Stoberock                         | 1977          | SPD          | 13 Alstertal – Walddörfer                    | Wahlkreis            |    | 6  | |
| Birgit Stöver                         | Birgit Stöver                         | 1970          | CDU          | 16 Harburg                                   | Wahlkreis            |    | 1  | |
| Heike Sudmann                         | Heike Sudmann                         | 1962          | LINKE        | –                                            | Landesliste (Person) | 5  | –  | |
| Urs Tabbert                           | Urs Tabbert                           | 1971          | SPD          | –                                            | Landesliste (Liste)  | 31 | –  | |
| Dennis Thering                        | Dennis Thering                        | 1984          | CDU          | 13 Alstertal – Walddörfer                    | Wahlkreis            | –  |    | |
| Carola Timm                           | Carola Timm                           | 1969          | GRÜNE        | 15 Bergedorf                                 | Wahlkreis            | 27 | 2  | nachgerückt am 15. April 2015 für Jens Kerstan |
| Juliane Timmermann                    | Juliane Timmermann                    | 1976          | SPD          |                                              | Landesliste (Person) | 14 |    | |
| Karin Timmermann                      | Karin Timmermann                      | 1947          | SPD          |                                              |                      |    |    | nachgerückt am 28. März 2018 für Andreas Dressel |
| Anjes Tjarks                          | Anjes Tjarks                          | 1981          | GRÜNE        | 3 Altona                                     | Wahlkreis            | 8  | 1  | Fraktionsvorsitzender |
| Sven Tode                             | Sven Tode                             | 1966          | SPD          | 9 Barmbek – Uhlenhorst – Dulsberg            | Wahlkreis            | –  |    | |
| André Trepoll                         | André Trepoll                         | 1977          | CDU          | 17 Süderelbe                                 | Wahlkreis            |    |    | Fraktionsvorsitzender |
| Anna-Elisabeth von Treuenfels-Frowein | Anna-Elisabeth von Treuenfels-Frowein | 1962          | FDP          | 3 Altona                                     | Landesliste (Liste)  | 4  | 1  | Fraktionsvorsitzende |
| Carola Veit                           | Carola Veit                           | 1973          | SPD          | –                                            | Landesliste (Liste)  | 2  | –  | Präsidentin der Bürgerschaft |
| Isabella Vértes-Schütter              | Isabella Vértes-Schütter              | 1962          | SPD          | –                                            | Landesliste (Person) | 11 | –  | |
| Hauke Wagner                          | Hauke Wagner                          | 1982          | SPD          |                                              | Landesliste (Person) | 35 |    | |
| Karl-Heinz Warnholz                   | Karl-Heinz Warnholz                   | 1944          | CDU          | 14 Rahlstedt                                 | Wahlkreis            | –  |    | |
| Michael Weinreich                     | Michael Weinreich                     | 1973          | SPD          | 2 Billstedt – Wilhelmsburg – Finkenwerder    | Wahlkreis            |    |    | |
| Dietrich Wersich                      | Dietrich Wersich                      | 1964          | CDU          | –                                            | Landesliste (Liste)  | 1  | –  | Vizepräsident der Bürgerschaft |
| Michael Westenberger                  | Michael Westenberger                  | 1968          | CDU          | 5 Rotherbaum – Harvestehude – Eimsbüttel-Ost | Wahlkreis            |    |    | |
| Alexander Wolf                        | Alexander Wolf                        | 1967          | AfD          |                                              | Landesliste (Person) | 9  |    | Fraktionsvorsitzender |
| Jens Wolf                             | Jens Wolf                             | 1971          | CDU          | 8 Eppendorf – Winterhude                     | Wahlkreis            | –  |    | |
| Sylvia Wowretzko                      | Sylvia Wowretzko                      | 1955          | SPD          |                                              | Landesliste (Person) | 16 |    | |
| Ekkehard Wysocki                      | Ekkehard Wysocki                      | 1962          | SPD          | 14 Rahlstedt                                 | Wahlkreis            | –  |    | |
| Mehmet Yıldız                         | Mehmet Yıldız                         | 1977          | LINKE        | 2 Billstedt – Wilhelmsburg – Finkenwerder    | Wahlkreis            | 6  | 1  | |
| Güngör Yilmaz                         | Güngör Yilmaz                         | 1961          | SPD          |                                              | Landesliste (Person) | 43 |    | Schriftführerin |

## Ausgeschiedene Abgeordnete und mit ruhendem Mandat
| Bild                 | Name                 | geb. | Fraktion | Wahlkreis                                    | Gewählt über         | L  | W  | Anmerkung |
| -------------------- | -------------------- | ---- | -------- | -------------------------------------------- | -------------------- | -- | -- | --- |
| Bernd Baumann        | Bernd Baumann        | 1958 | AfD      | 4 Blankenese                                 | Landesliste (Liste)  | 2  | 1  | ausgeschieden im Oktober 2017, Bundestagsabgeordneter                                                                    |
| Andreas Dressel      | Andreas Dressel      | 1975 | SPD      | 13 Alstertal – Walddörfer                    | Wahlkreis            | –  |    | das Mandat ruht seit dem 28. März 2018 (Finanzsenator)                                                                   |
| Katharina Fegebank   | Katharina Fegebank   | 1977 | GRÜNE    | 10 Fuhlsbüttel – Alsterdorf – Langenhorn     | Wahlkreis            | 1  | 1  | das Mandat ruht (Senatorin)                                                                                              |
| Eva Gümbel           | Eva Gümbel           | 1964 | GRÜNE    | 9 Barmbek – Uhlenhorst – Dulsberg            | Wahlkreis            | 7  | 1  | ausgeschieden |
| Inge Hannemann       | Inge Hannemann       | 1968 | LINKE    |                                              | Landesliste (Person) | 13 |    | als Parteilose über die Landesliste der Partei Die Linke gewählt; ausgeschieden im Juli 2017                             |
| Jens Kerstan         | Jens Kerstan         | 1966 | GRÜNE    | 15 Bergedorf                                 | Wahlkreis            | 2  | 1  | das Mandat ruht (Senator)                                                                                                |
| Joachim Körner       | Joachim Körner       | 1945 | AfD      |                                              | Landesliste (Liste)  | 4  |    | ausgeschieden im Dezember 2017                                                                                           |
| Melanie Leonhard     | Melanie Leonhard     | 1977 | SPD      | –                                            | Landesliste (Liste)  | 6  | –  | das Mandat ruht seit 1. Oktober 2015 (Senatorin)                                                                         |
| Żaklin Nastić        | Żaklin Nastić        | 1980 | LINKE    |                                              | Landesliste          |    |    | nachgerückt am 1. August 2017 für Inge Hannemann, ausgeschieden im Oktober 2017, Bundestagsabgeordnete                   |
| Karin Prien          | Karin Prien          | 1965 | CDU      | 4 Blankenese                                 | Wahlkreis            | –  |    | ausgeschieden im Juni 2017; dann Ministerin in Schleswig-Holstein                                                        |
| Ties Rabe            | Ties Rabe            | 1960 | SPD      | 15 Bergedorf                                 | Wahlkreis            |    | 1  | das Mandat ruht (Senator)                                                                                                |
| Wieland Schinnenburg | Wieland Schinnenburg | 1958 | FDP      | 11 Wandsbek                                  | Landesliste (Person) | 2  |    | Vizepräsident der Bürgerschaft, ausgeschieden im Oktober 2017, Bundestagsabgeordneter                                    |
| Olaf Scholz          | Olaf Scholz          | 1958 | SPD      | –                                            | Landesliste (Liste)  | 1  | –  | das Mandat ruht (Erster Bürgermeister); seit 14. März 2018 Vizekanzler und Finanzminister der Bundesrepublik Deutschland |
| Brigitta Schulz      | Brigitta Schulz      | 1953 | SPD      | 17 Süderelbe                                 | Wahlkreis            |    | 17 | zurückgetreten zum 1. Mai 2017                                                                                           |
| Dorothee Stapelfeldt | Dorothee Stapelfeldt | 1956 | SPD      | –                                            | Landesliste (Liste)  | 3  | –  | das Mandat ruht (Senatorin)                                                                                              |
| Till Steffen         | Till Steffen         | 1973 | GRÜNE    | 5 Rotherbaum – Harvestehude – Eimsbüttel-Ost | Wahlkreis            | 4  | 1  | das Mandat ruht (Senator)                                                                                                |
| Katja Suding         | Katja Suding         | 1975 | FDP      | 4 Blankenese                                 | Wahlkreis            | 1  | 1  | Fraktionsvorsitzende, ausgeschieden im Oktober 2017, Bundestagsabgeordnete                                               |
| Peter Tschentscher   | Peter Tschentscher   | 1966 | SPD      | –                                            | Landesliste (Liste)  | 5  | –  | das Mandat ruht (Senator)                                                                                                |